# 最も生産数の多い航空機の一覧
生産数5,000機を越える最多生産数航空機の一覧。飛行機、飛行船、気球、グライダー、ヘリコプターなど、あらゆる種類の航空機を対象とする。

## 最も生産数の多い航空機
- 一覧に掲載されている航空機は特に記載のない限りピストンエンジン単葉機。
- C / M … "C"：民間機、"M"：軍用機。各航空機の当初の設計思想、あるいはどのような用途に突出した機体であるかに基づく“最良の結論”(best deduction)に沿い、いずれかを用いる。
- 用途 … 機体の設計当初の用途に加えて“最良の結論”から一般的に導かれ、その他の用途については無視する。用途が平均的である場合は“多用途”に分類される。
- 製造国 … 当初の設計者 / 製造者の国籍のみを記載。
- 生産期間 … 「生産数」の項目に含まれるあらゆるモデルを総合した生産期間を記載。近しい派生モデルおよびライセンス機を含み、生産中止期間や製造者の変更は無視する。
- 青緑色の背景 で表示された機体は現在も生産中のもの。

| 名称                                                            | C / M | タイプ / 用途                  | 生産数            | 製造国         | 生産期間     | Notes |
| --------------------------------------------------------------- | ----- | ------------------------------ | ----------------- | -------------- | ------------ | --- |
| セスナ 172                                                      | C     | 汎用機 / 練習機                | 44,000+           | アメリカ合衆国 | 1956–現在    | フランスのランス・アヴィエーション社においても製造。 |
| イリューシン Il-2                                               | M     | 対地攻撃機                     | 36,183            | ソビエト連邦   | 1941–1945    | 最も多く生産された軍用機。 |
| メッサーシュミット Bf109                                        | M     | 戦闘機                         | 34,852            | ドイツ         | 1936–1958    | 最も多く生産された単座戦闘機。ハンガリー、ルーマニア、スペイン、チェコスロバキア、スイスにおいても製造。                                                                                                  |
| パイパー PA-28シリーズ                                          | C     | 汎用機 / 練習機                | 32,778+           | アメリカ合衆国 | 1960–現在    | チェロキー、チェロキー・ウォリアー、チェロキー・パスファインダー、ウォリアー、アーチャー、ダコタ、キャディットとして販売。                                                                                |
| セスナ 150 / セスナ 152                                         | C     | 汎用機 / 練習機                | 31,500+           | アメリカ合衆国 | 1958–1986    | 最も生産された複座民間航空機。両モデル共にフランスにおいても製造。セスナ150：23,949[?+]機、セスナ152：7,584[?+]機。                                                                                       |
| セスナ 182                                                      | C     | 汎用機                         | 23,237+           | アメリカ合衆国 | 1956–現在    | フランスにおいても製造。 |
| スーパーマリン スピットファイア / スーパーマリン・シーファイア  | M     | 戦闘機                         | 22,685            | イギリス       | 1938–1948    | 総生産数のうち20,351機は陸上機。最初期のシーファイアはスピットファイアに着艦フックを取り付けたものである。                                                                                                |
| パイパー J-3 カブ                                               | C     | 汎用機 / 練習機                | 20,191            | アメリカ合衆国 | 1938–1947    | 最も多く生産された羽布張りの単葉機。軍用モデルであるL-4、O-59、TG-8、カナダで製造されたNE. 150などを含む。                                                                                                |
| フォッケウルフ Fw190                                            | M     | 戦闘機                         | 20,051            | ドイツ         | 1939–1945    | 第二次世界大戦後のフランスにおいてNC 900として64機が製造された。 |
| ポリカールポフ Po-2                                             | M     | 複葉機、 マルチロール機        | 20,000から 30,000 | ソビエト連邦   | 1928–1952    | 最も多く生産された複葉機。練習機や偵察機、連絡機、対地軽攻撃機として用いられた。 |
| コンソリデーテッド B-24 リベレーター                            | M     | 重爆撃機                       | 18,482            | アメリカ合衆国 | 1940–1945    | 最も多く生産された重爆撃機および多発機。ダグラス社で製造された962機、フォード・モーター社での6,792機、ノースアメリカン社での966機を含む。コンソリデーテッド PB4Y-2 プライヴァティアに関連する機体を除く。 |
| アントーノフ An-2 / An-3                                        | C     | 複葉機、汎用機 / 農業機        | 18,000+           | ソビエト連邦   | 1947–現在    | 最も長期間にわたって生産された航空機。中国、ポーランドにおいても製造。 |
| ミコヤン・グレヴィッチ MiG-15                                   | M     | ジェット戦闘機                 | 18,000+           | ソビエト連邦   | 1947–1950s   | 最も多く生産されたジェット機。チェコスロバキアで3,454機、ポーランドで727機が製造。中国での製造数は不明。                                                                                                  |
| ミル Mi-8/Mi-17                                                 | M     | ヘリコプター、 汎用機          | 17,000+           | ソビエト連邦   | 1961–現在    | 最も多く生産されたヘリコプター。 |
| ビーチクラフト ボナンザ                                         | C     | 汎用機                         | 17,000+           | アメリカ合衆国 | 1947–現在    | あらゆる航空機の歴史上最も長期間にわたり生産され続けている機体。 |
| ヤコヴレフ Yak-9                                                | M     | 戦闘機                         | 16,769            | ソビエト連邦   | 1942–1948    | |
| ダグラス DC-3                                                   | C     | 旅客機 / 輸送機                | 16,079            | アメリカ合衆国 | 1935–1952    | 当初旅客機として設計された航空機のなかで最も多く生産された機体だが、旅客機としての生産は607機のみ。ソ連および日本にて製造されたC-47、R4D、ダコタといった軍用輸送機15,472機を含む。                        |
| ベル UH-1 イロコイ                                              | M     | ヘリコプター、 汎用機          | 16,000+           | アメリカ合衆国 | 1959–現在    | 派生モデルである204、205、214、412を含む。 |
| リパブリック P-47 サンダーボルト                                | M     | 戦闘機                         | 15,660            | アメリカ合衆国 | 1942–1945    | |
| ノースアメリカン P-51 マスタング                                | M     | 戦闘機                         | 15,586            | アメリカ合衆国 | 1940–1951    | F-82およびその他の派生モデルを除く。 |
| ノースアメリカン T-6 テキサン                                   | M     | 練習機                         | 15,495            | アメリカ合衆国 | 1937–1950s   | SNJおよびハーヴァード (Harvard)を含む。カナダにおいても製造。 |
| ユンカース Ju88                                                 | M     | マルチロール機                 | 15,183            | ドイツ         | 1939–1945    | ドイツ空軍におけるマルチロール爆撃機、重戦闘機、偵察機。 |
| ホーカー ハリケーン                                             | M     | 戦闘機                         | 14,583            | イギリス       | 1937–1944    | カナダにおいても製造。 |
| ミコヤン・グレヴィッチ MiG-21                                   | M     | ジェット戦闘機                 | 13,996            | ソビエト連邦   | 1959–2006    | 最も多く生産された超音速航空機。インド、中国、チェコスロバキアにおいても製造。 |
| ワーコ CG-4                                                     | M     | グライダー、 軍用グライダー    | 13,903+           | アメリカ合衆国 | 1942–1945    | 最も多く生産されたグライダー。ライセンス機の製造も多くなされた。 |
| カーチス P-40 トマホーク/キティホーク/ウォーホーク              | M     | 戦闘機                         | 13,738            | アメリカ合衆国 | 1939–1944    | |
| チョーシア ウィードホッパー                                     | C     | 超軽量動力機                   | 13,000            | アメリカ合衆国 | 1977–現在    | 最も多く生産されている超軽量動力機。 |
| ボーイング B-17 フライングフォートレス                          | M     | 重爆撃機                       | 12,731            | アメリカ合衆国 | 1937–1945    | 3,000機がダグラス社にて、またロッキード ベガ社においても製造。 |
| ヴォート F4U コルセア                                           | M     | 戦闘機                         | 12,571            | アメリカ合衆国 | 1941–1952    | グッドイヤー・エアロスペース社でFGとして、またブルースター・エアロノーティカル社でF2Aとして多く製造された。すべてのアメリカ製ピストンエンジン戦闘機のなかで最も長きに渡り生産された。                     |
| グラマン F6F ヘルキャット                                       | M     | 戦闘機                         | 12,275            | アメリカ合衆国 | 1942–1945    | |
| ヴァルティー BT-13 ヴァリアント                                 | M     | 練習機                         | 11,537            | アメリカ合衆国 | 1939–1947    | |
| ビッカース ウェリントン                                         | M     | 中爆撃機                       | 11,462            | イギリス       | 1936–1945    | |
| ペトリャコーフ Pe-2                                             | M     | 急降下爆撃機                   | 11,427            | ソビエト連邦   | 1939–1945    | 最も多く生産された急降下爆撃機。双発設計。 |
| アブロ 504                                                      | M     | 複葉機、爆撃機 / 練習機        | 11,303            | イギリス       | 1913–1940    | 第一次世界大戦において最も多く生産されたモデル。日本およびソ連製造の機体も含む。 |
| アヴロ アンソン                                                 | M     | マルチロール機                 | 11,020            | イギリス       | 1935–1952    | カナダにおいても製造。 |
| 三菱 A6M 零式艦上戦闘機                                         | M     | 戦闘機                         | 10,939            | 日本           | 1940–1945    | |
| パイパー PA-20 ペーサー                                         | C     | 汎用機 / 練習機                | 10,610            | アメリカ合衆国 | 1950–1964    | PA-20 ペーサーおよびPA-22 トライペーサー、コルトを含む。 |
| ミコヤン・グレヴィッチ MiG-17                                   | M     | ジェット戦闘機                 | 10,367            | ソビエト連邦   | 1951–1986    | 瀋陽 J-5 / JJ-5として中国においても多く製造された。 |
| ボーイング737                                                   | C     | ジェット旅客機                 | 10,314            | アメリカ合衆国 | 1967–現在    | 最も多く生産された民間の大型ジェット航空機。 ボーイング C-40 クリッパーおよびボーイング P-8 ポセイドンなどの軍用派生機を含む。                                                                            |
| パイパー PA-18 スーパーカブ                                     | C     | 汎用機 / 練習機                | 10,222            | アメリカ合衆国 | 1949–1983    | L-18、L-21などの軍用派生モデルを含む。 |
| ロッキード P-38 ライトニング                                    | M     | 戦闘機                         | 10,037            | アメリカ合衆国 | 1941–1945    | 双発、三胴設計。 |
| エアロンカ モデル7 チャンピオン                                 | C     | 汎用機 / 練習機                | 10,000+           | アメリカ合衆国 | 1946–2019    | 軍用モデルL-16を含む。製造者によるいくつかの変更あり。 |
| シュナイダー DFS 108-14 SG-38 シュールグライター                | M     | グライダー、練習機             | 10,000~           | ドイツ         | 1938–1944    | |
| ノースアメリカン B-25 ミッチェル                                | M     | 中爆撃機                       | 9,984             | アメリカ合衆国 | 1939–1945    | |
| ラヴォーチキン La-5                                             | M     | 戦闘機                         | 9,920             | ソビエト連邦   | 1942–1944    | |
| ノースアメリカン F-86 セイバー / ノースアメリカン FJ フューリー | M     | ジェット戦闘機                 | 9,860             | アメリカ合衆国 | 1947–1956    | オーストラリアおよびカナダにおいても製造。 |
| グラマン TBF アヴェンジャー                                     | M     | 雷撃機                         | 9,836             | アメリカ合衆国 | 1941–1945    | ゼネラルモーターズ社製造のTBM アヴェンジャーとしての7,546機を含む。 |
| ベル P-39 エアラコブラ                                          | M     | 戦闘機                         | 9,584             | アメリカ合衆国 | 1938–1944    | |
| セスナ 210                                                      | C     | 汎用機                         | 9,240[?+]         | アメリカ合衆国 | 1957–[?1985] | |
| ビーチクラフト モデル 18                                        | C     | 汎用機                         | 9,000+            | アメリカ合衆国 | 1937–1970    | C-45、AT-7、SNBなどの軍用派生モデルを含む。 |
| エアバスA320ファミリー                                          | C     | ジェット旅客機                 | 8,806             | 多国籍         | 1988–現在    | A318 / A319 / A320 / A321を含む。フランス、ドイツ、中国、アメリカにおいても製造。 |
| エアスピード オックスフォード                                   | M     | 練習機                         | 8,751             | イギリス       | 1937-1945    | 複数製造者が存在。 |
| ヤコヴレフ Yak-1                                                | M     | 戦闘機                         | 8,734             | ソビエト連邦   | 1940–1944    | |
| ポリカールポフ I-16                                             | M     | 戦闘機                         | 8,644             | ソビエト連邦   | 1934–1943    | |
| ボーイング・ステアマン モデル75                                 | M     | 複葉機、練習機                 | 8,584             | アメリカ合衆国 | 1934–1942    | |
| セスナ 206                                                      | C     | 汎用機                         | 8,509+ or 7,783+  | アメリカ合衆国 | 1962–現在    | 205および207を含む。 |
| スパッド S.XIII                                                 | M     | 複葉機、戦闘機                 | 8,472             | フランス       | 1917–1918    | 第一次世界大戦期の戦闘機で最も多く生産された機体。 |
| ラ・ムエット・アトラス                                          | C     | ハンググライダー               | 8,000+            | フランス       | 1979–現在    | |
| グラマン F4F ワイルドキャット                                   | M     | 戦闘機                         | 7,885             | アメリカ合衆国 | 1937–1943    | ゼネラルモーターズ社製造のFMワイルドキャットとしての5,600機を含む。 |
| パイパー PA-32                                                  | C     | 汎用機                         | 7,842+            | アメリカ合衆国 | 1965–2007    | チェロキー、シックス、およびサラトガとして販売されたPA-28の拡張機。 |
| ブレゲー 14                                                     | M     | 偵察機                         | 7,800             | フランス       | 1916–1928    | 第一次世界大戦後に2,300機が生産。 |
| デ・ハビランド DH.98 モスキート                                 | M     | マルチロール機                 | 7,781             | イギリス       | 1940–1950    | オーストラリア、カナダにおいても製造。 |
| フェアチャイルド PT-19 コーネル                                 | M     | 練習機                         | 7,700+            | アメリカ合衆国 | 1938–1948    | 派生モデルのPT-23およびPT-26を含む。カナダ、ブラジルにおいても製造。 |
| セスナ 120 / 140                                                | C     | 汎用機 / 練習機                | 7,664             | アメリカ合衆国 | 1946–1950    | 後継機はセスナ 150。 |
| リパブリック F-84 サンダージェット                              | M     | ジェット戦闘爆撃機             | 7,524             | アメリカ合衆国 | 1946–1953    | 派生モデルのリパブリック F-84F サンダーストリークを除く。 |
| ダグラス DB-7 (A-20 ハボック)                                   | M     | マルチロール機                 | 7,478             | アメリカ合衆国 | 1938–1944    | ボーイング社製造の380を含む。 |
| アブロ ランカスター                                             | M     | 重爆撃機                       | 7,377             | イギリス       | 1942–1945    | カナダで製造されたライセンス機430機を含む。 |
| ベル 206 ジェットレンジャー                                     | C     | ヘリコプター、 汎用機 / 練習機 | 7,340+            | アメリカ合衆国 | 1966–現在    | カナダ、イタリアにおいても製造。最も多く生産された民間ヘリコプター。 |
| ハインケル He111                                                | M     | 中爆撃機                       | 7,300             | ドイツ         | 1935–1944    | CASA C.2111としてスペインにおいても製造。 |
| カーチス SB2C ヘルダイヴァー                                    | M     | 急降下爆撃機                   | 7,140             | アメリカ合衆国 | 1940–1945    | A-25として900機生産。カナダにおいて1,194機製造。最も多く生産された単一エンジン急降下爆撃機。 |
| デ・ハビランド DH.82 タイガー・モス                             | C     | 複葉機、練習機                 | 7,105             | イギリス       | 1931–1944    | カナダ、オーストラリアにおいても製造。 |
| パイパー PA-23                                                  | C     | 汎用機 / 練習機                | 6,976             | アメリカ合衆国 | 1952–1981    | アパッチおよびアズテックとして販売。 |
| ビーチクラフト バロン                                           | C     | 汎用機                         | 6,884             | アメリカ合衆国 | 1961–present | 55、56、58および軍用派生機T-42を含む。トラベルエアを除く。 |
| カーチス JN-4                                                   | M     | 複葉機、練習機                 | 6,813             | アメリカ合衆国 | 1915–1927    | |
| ポリカールポフ I-15                                             | M     | 複葉機、戦闘機                 | 6,750             | ソビエト連邦   | 1933–1940    | スペインにおいても製造。 |
| ツポレフ SB                                                     | M     | 爆撃機                         | 6,656             | ソビエト連邦   | 1936–1941    | チェコスロバキアにおいても製造。 |
| イリューシン Il-28                                              | M     | 中爆撃機                       | 6,635+            | ソビエト連邦   | 1949–1955    | 中国およびチェコスロバキアにおいても製造。 |
| ヤコヴレフ Yak-18                                               | M     | 練習機                         | 6,630+            | ソビエト連邦   | 1946–1960s   | 125 Yak-18Pと25-18PMを含む6,168機から、PとPMを除く6,630機までと生産数には幅がある。関連のないYak-18Tは双方の結果より除外。                                                                                |
| ロッキード T-33 シューティングスター                            | M     | ジェット練習機                 | 6,557             | アメリカ合衆国 | 1948–1959    | カナダのカナディア社においても製造。 |
| ヤコヴレフ Yak-7                                                | M     | 戦闘機 / 練習機                | 6,399             | ソビエト連邦   | 1940–1943    | |
| エアコー DH.4                                                   | M     | 複葉機、爆撃機                 | 6,295             | イギリス       | 1916–1926    | イギリスで1,449機、アメリカで4,846機製造(DH-4として)。 |
| ラヴォーチキン・ゴルブノフ・グトコフ LaGG-3                     | M     | 戦闘機                         | 6,258             | ソビエト連邦   | 1941–1942    | |
| イリューシン Il-10                                              | M     | 対地攻撃機                     | 6,226             | ソビエト連邦   | 1944–1954    | アヴィア B-33 / CB-33としてチェコスロバキアにおいても製造。 |
| セスナ 180                                                      | C     | 汎用機                         | 6,193             | アメリカ合衆国 | 1953–1981    | 後継機はセスナ 182。 |
| ハンドレページ ハリファックス                                   | M     | 重爆撃機                       | 6,176             | イギリス       | 1940–1946    | |
| メッサーシュミット Bf110                                        | M     | 重戦闘機 / 夜間戦闘機          | 6,150             | ドイツ         | 1936–1945    | 双発戦闘機。多くの資料が生産数を6,000から6,150機としている。 |
| ユンカース Ju87                                                 | M     | 急降下爆撃機                   | 6,000             | ドイツ         | 1935–1944    | |
| ポリカールポフ R-5                                              | M     | 偵察機 / 軽爆撃機              | 6,000             | ソビエト連邦   | 1928–1937    | |
| ロビンソン R44                                                  | C     | ヘリコプター、 汎用機 / 練習機 | 5,979+            | アメリカ合衆国 | 1993–現在    | 最も生産数の多いピストンエンジン・ヘリコプター。 |
| ソッピース 1½ ストラッター                                      | M     | 複葉機、 マルチロール機        | 5,939             | イギリス       | 1917–1918    | フランス軍のためにフランスにおいて多くが製造。 |
| ダグラス SBD ドーントレス                                       | M     | 急降下爆撃機 / 偵察機          | 5,938             | アメリカ合衆国 | 1940–1944    | 派生モデルA-24 バンシーを含む。 |
| ブリストル ボーファイター                                       | M     | 重戦闘機                       | 5,928             | イギリス       | 1940–1946    | オーストラリアにおいても製造。 |
| 中島 キ43 一式戦闘機「隼」                                      | M     | 戦闘機                         | 5,919             | 日本           | 1942–1945    | |
| 川西 九三式中間練習機                                           | M     | 複葉機、練習機                 | 5,770             | 日本           | 1934–1945    | |
| ラヴォーチキン La-7                                             | M     | 戦闘機                         | 5,753             | ソビエト連邦   | 1944–1946    | |
| セスナ 310                                                      | C     | 汎用機 / 練習機                | 5,737             | アメリカ合衆国 | 1954–1980    | |
| アントーノフ A-1                                                | M     | グライダー、練習機             | 5,700             | ソビエト連邦   | 1930–1940s   | |
| エルコ エルクーペ                                               | C     | 汎用機 / 練習機                | 5,685             | アメリカ合衆国 | 1940-1969    | 前輪式着陸装置を搭載した初の民間航空機。製造者によるいくつかの変更あり。 |
| シーラス SR22                                                   | C     | 汎用機                         | 5,503             | アメリカ合衆国 | 2001–現在    | 最も生産数の多い複合材料を用いた航空機。シーラス SR20の後継機。 |
| ミコヤン・グレヴィッチ MiG-19                                   | M     | ジェット戦闘機                 | 5,500             | ソビエト連邦   | 1953-1991    | ソ連において2,500機が製造。中国(〜3,000機）およびチェコスロバキアにおいても製造。 |
| ソッピース キャメル                                             | M     | 複葉機、戦闘機                 | 5,497             | イギリス       | 1917–1918    | |
| ミル Mi-2                                                       | M     | ヘリコプター、 汎用機          | 5,497             | ソビエト連邦   | 1965–1985    | ポーランドにおいても製造。 |
| セスナ AT-17 ボブキャット                                       | M     | 練習機                         | 5,422             | アメリカ合衆国 | 1939–1943    | |
| ブリストル F.2 ファイター                                       | M     | 複葉機、戦闘機                 | 5,329             | イギリス       | 1916–1927    | 第一次世界大戦における複座戦闘機。 |
| マーティン B-26 マローダー                                      | M     | 中爆撃機                       | 5,288             | アメリカ合衆国 | 1941–1945    | |
| スチンソン 108                                                  | C     | 汎用機 / 練習機                | 5,260             | アメリカ合衆国 | 1946–1950    | |
| イリューシン Il-4                                               | M     | 中爆撃機                       | 5,256             | ソビエト連邦   | 1942–1944    | |
| ロイヤル・エアクラフト・ファクトリー S.E.5                      | M     | 複葉機、戦闘機                 | 5,205             | イギリス       | 1917–1918    | |
| マクドネル・ダグラス F-4 ファントム II                          | M     | ジェット戦闘爆撃機             | 5,195             | アメリカ合衆国 | 1958–1981    | 日本の三菱グループにおいて製造された127機を含む。 |
| セスナ 170                                                      | C     | 汎用機 / 練習機                | 5,174             | アメリカ合衆国 | 1948–1956    | 後継機はセスナ 172。 |
| ミコヤン・グレヴィッチ MiG-23                                   | M     | ジェット戦闘機                 | 5,047             | ソビエト連邦   | 1967–1985    | 最も多く生産された可変翼航空機。 |
| ヤコヴレフ Yak-12                                               | M     | マルチロール機 STOL            | 5,000             | ソビエト連邦   | 1946–1957    | 中国におけるシェンヤン タイプ 5を除く（製造数不明？）。ポーランドにおいても製造。 |
| シュナイダー・グルナウ・ベビー IIb                              | C     | セールプレーン (Sailplane)     | 5,000~            | ドイツ         | 1932–[?]     | |